# افسانه بیلی ژان
افسانه بیلی ژان (به انگلیسی: The Legend of Billie Jean) یک فیلم درام و اکشن آمریکایی به کارگردانی متیو رابینز است که در سال ۱۹۸۵ منتشر شد. هلن اسلیتر، کیت گوردون، کریستین اسلیتر، ریچارد برادفورد و پیتر کایوت در این فیلم به ایفای نقش پرداخته‌اند.
کمپانی میل کریک اینترتینمنت نسخه خرده فروشی دی‌وی‌دی را به همراه نسخه بلوری در ۲۲ ژوئیه ۲۰۱۴ منتشر کرد.

## داستان
فیلم در مورد دختری نوجوان است که موهایش را کوتاه می‌کند و به همراه برادرش به گروهی از یاغی‌ها می‌پیوندد…